# ماركوس ماكغوين
ماركوس صموئيل مايكل ماكغوين (بالإنجليزية: Marcus Samuel Michael McGuane)‏ (ولد في 2 فبراير 1999) هو لاعب كرة قدم إنجليزي محترف يلعب كلاعب خط وسط لفريق أكسفورد يونايتد.